# Temporada 1948-49 de los Philadelphia Warriors
La Temporada 1948-49 fue la tercera de los Philadelphia Warriors en la BAA. La temporada regular acabó con 28 victorias y 32 derrotas, ocupando el cuarto puesto de la División Este, clasificándose para los playoffs en los que cayeron en la primera ronda ante Washington Capitols.

## Temporada regular
| # | División Este           | División Este | División Este | División Este | División Este |
| # | Equipo                  | G             | P             | %             | PD            |
| - | ----------------------- | ------------- | ------------- | ------------- | ------------- |
| 1 | x-Washington Capitols   | 38            | 22            | .633          | –             |
| 2 | x-New York Knicks       | 32            | 28            | .533          | 6             |
| 3 | x-Baltimore Bullets     | 29            | 31            | .483          | 9             |
| 4 | x-Philadelphia Warriors | 28            | 32            | .467          | 10            |
| 5 | Boston Celtics          | 25            | 35            | .417          | 13            |
| 6 | Providence Steamrollers | 12            | 48            | .200          | 26            |

## Playoffs

### Semifinales de División
Washington Capitols - Philadelphia Warriors
| Fecha       | Partido                                          | Ciudad     |
| ----------- | ------------------------------------------------ | ---------- |
| 23 de marzo | Washington Capitols 92, Philadelphia Warriors 70 | Filadelfia |
| 24 de marzo | Philadelphia Warriors 78, Washington Capitols 80 | Washington |
|             | Washington gana las series 2-0                   |            |

## Estadísticas
| Rk | Jugador             | Edad | P  | PT | MP | TC  | TCI  | %TC  | 3P | 3PI | %3P | TL  | TLI  | %TL  | RO | RD | RT | AS  | RB | TAP | BP | FP  | PTS  |
| 1  | Joe Fulks           | 27   | 60 |    |    | 8.8 | 28.2 | .313 |    |     |     | 8.4 | 10.6 | .787 |    |    |    | 1.2 |    |     |    | 4.4 | 26.0 |
| 2  | Ed Sadowski         | 31   | 60 |    |    | 5.7 | 14.0 | .405 |    |     |     | 4.0 | 5.8  | .686 |    |    |    | 2.7 |    |     |    | 4.6 | 15.3 |
| 3  | Gale Bishop         | 26   | 56 |    |    | 3.0 | 9.3  | .325 |    |     |     | 2.3 | 3.5  | .651 |    |    |    | 1.6 |    |     |    | 2.4 | 8.3  |
| 4  | Angelo Musi         | 30   | 58 |    |    | 3.3 | 10.7 | .314 |    |     |     | 1.6 | 2.1  | .756 |    |    |    | 1.4 |    |     |    | 1.9 | 8.2  |
| 5  | Howie Dallmar       | 26   | 38 |    |    | 2.8 | 9.0  | .307 |    |     |     | 2.2 | 3.1  | .716 |    |    |    | 3.1 |    |     |    | 2.7 | 7.7  |
| 6  | George Senesky      | 26   | 60 |    |    | 2.3 | 8.6  | .267 |    |     |     | 1.9 | 2.5  | .730 |    |    |    | 3.9 |    |     |    | 2.2 | 6.5  |
| 7  | Jake Bornheimer     | 21   | 15 |    |    | 2.3 | 7.3  | .312 |    |     |     | 1.3 | 1.9  | .690 |    |    |    | 0.9 |    |     |    | 3.1 | 5.9  |
| 8  | Jerry Fleishman     | 26   | 59 |    |    | 2.1 | 7.2  | .290 |    |     |     | 1.3 | 2.0  | .653 |    |    |    | 2.0 |    |     |    | 2.3 | 5.5  |
| 9  | Chink Crossin       | 24   | 44 |    |    | 1.7 | 4.8  | .349 |    |     |     | 0.6 | 1.0  | .619 |    |    |    | 1.3 |    |     |    | 1.2 | 4.0  |
| 10 | Jerry Rullo         | 25   | 39 |    |    | 1.4 | 4.7  | .290 |    |     |     | 0.8 | 1.2  | .689 |    |    |    | 1.2 |    |     |    | 1.8 | 3.5  |
| 11 | Phil Farbman        | 24   | 27 |    |    | 1.1 | 3.1  | .341 |    |     |     | 0.9 | 1.6  | .581 |    |    |    | 0.7 |    |     |    | 1.9 | 3.1  |
| 12 | Irv Torgoff         | 31   | 13 |    |    | 1.1 | 3.7  | .292 |    |     |     | 0.5 | 0.6  | .875 |    |    |    | 0.9 |    |     |    | 2.5 | 2.7  |
| 13 | Elmore Morgenthaler | 26   | 20 |    |    | 0.8 | 2.0  | .385 |    |     |     | 0.6 | 0.9  | .667 |    |    |    | 0.4 |    |     |    | 0.9 | 2.1  |
| 14 | Roy Pugh            | 26   | 13 |    |    | 0.6 | 2.8  | .222 |    |     |     | 0.3 | 0.8  | .400 |    |    |    | 0.5 |    |     |    | 0.9 | 1.5  |
| 15 | Bob O'Brien         | 22   | 16 |    |    | 0.3 | 2.0  | .156 |    |     |     | 0.3 | 0.9  | .357 |    |    |    | 0.5 |    |     |    | 1.3 | 0.9  |

## Galardones y récords
| Jugador   | Galardón                 |
| Joe Fulks | Mejor quinteto de la BAA |